# Aéroport de Tambolaka

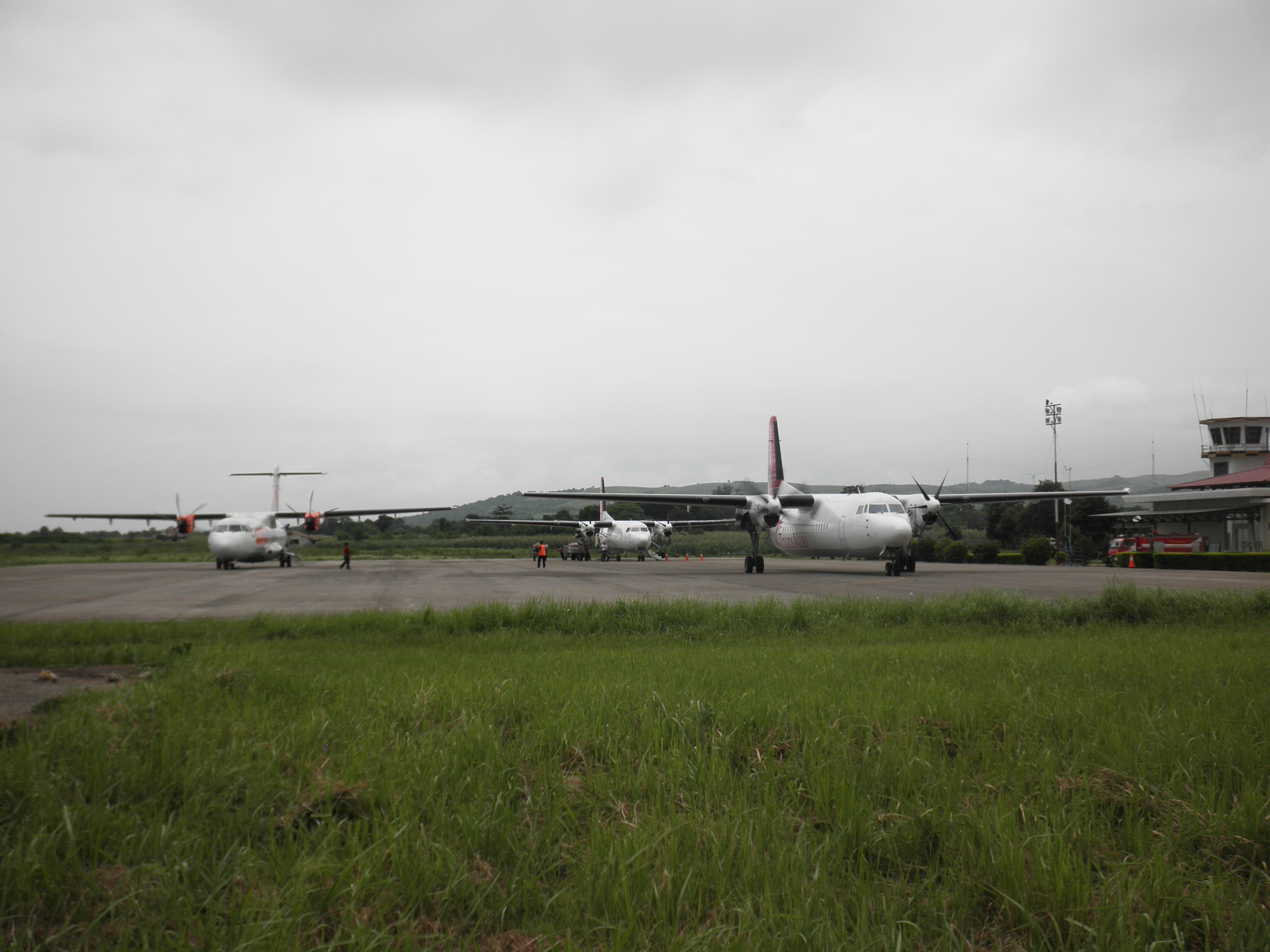
Avions sur l'aéroport de Tambolaka.

L'aéroport de Tambolaka (Bandar Udara Tambolaka) (code IATA : TMC • code OACI : WADT) est un aéroport desservant la ville de Tambolaka et Waikabubak dans l'ouest de l'île de Sumba en Indonésie.

## Compagnies aériennes et destinations
| Compagnies       | Destinations                        |
| ---------------- | ----------------------------------- |
| Garuda Indonesia | Denpasar-Bali, Kupang-El Tari       |
| NAM Air          | Denpasar-Bali, Kupang-El Tari       |
| TransNusa        | Denpasar-Bali, Ende, Kupang-El Tari |
| Wings Air        | Denpasar-Bali, Kupang-El Tari       |

Édité le 14/04/2018